# Podwale (skała)

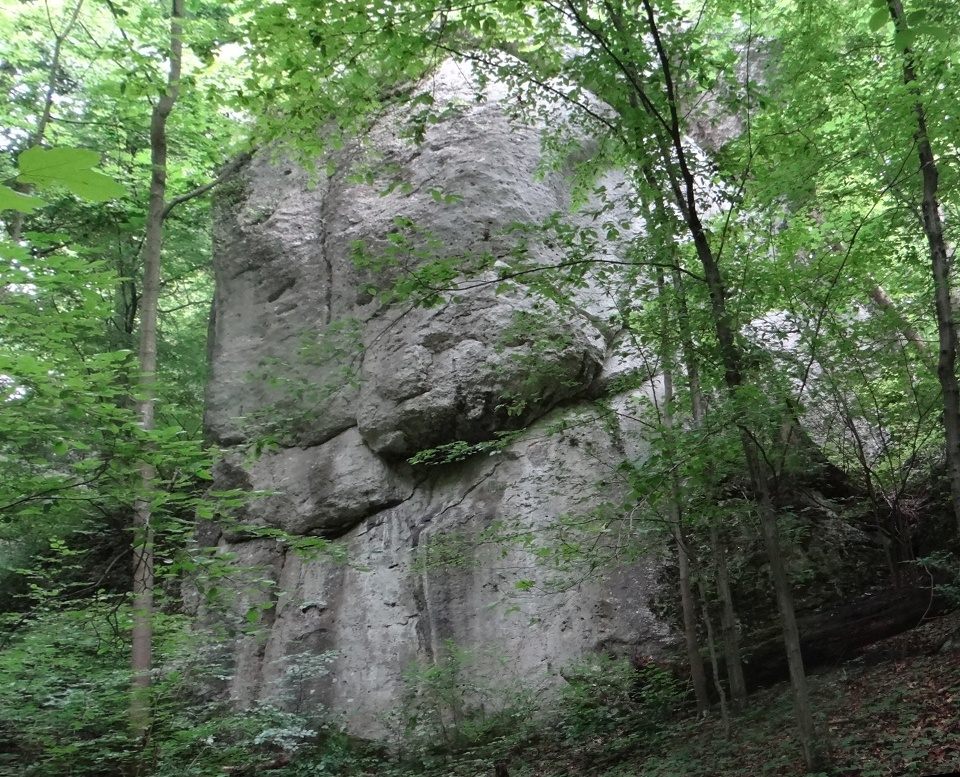

Podwale – skała w rezerwacie przyrody Parkowe we wsi Siedlec w województwie śląskim, w powiecie częstochowskim, w gminie Janów. Znajduje się przy drodze wojewódzkiej nr 793, zaraz naprzeciwko wjazdu do Pstrągarni w Złotym Potoku. Pod względem geograficznym znajduje się w Dolinie Wiercicy na Wyżynie Częstochowskiej.
Zbudowana z twardych wapieni skalistych skała Podwale ma wysokość 25 m i znajduje się w odległości kilkudziesięciu metrów od drogi na stromym zboczu Osiedla Wały. Dawniej uprawiana była na niej wspinaczka skalna. Są 4 drogi wspinaczkowe o trudności od IV do VI.1+ w skali Kurtyki oraz jedna możliwość i trzy projekty. 3 drogi mają zamontowane stałe punkty asekuracyjne (ringi i stanowiska zjazdowe), na jednej tylko stanowisko zjazdowe. Drogi powstały w 2006 r., ale obecnie wspinaczka na tej skale jest zabroniona.
Na zboczu poniżej Osiedla Wały jest jeszcze kilka innych skał: Międzywałowa, Pozytywki, Skała z Krzyżem, Skała na Studni. Dawniej uprawiana była na nich wspinaczka skalna, obecnie wspinaczka na wszystkich tych skałach jest zakazana. 